# Општина Врата (Мехединци)
Врата (рум. Vrata) општина је у Румунији у округу Мехединци.
Oпштина се налази на надморској висини од 60 m.

## Становништво

### Хронологија
| Година       | 2004 | 2005 | 2006 | 2007 | 2008 | 2009 | 2010 | 2011 | 2012 | 2013 | 2014 | 2015 | 2016 | 2017 |
| ------------ | ---- | ---- | ---- | ---- | ---- | ---- | ---- | ---- | ---- | ---- | ---- | ---- | ---- | ---- |
| Становништво | 1875 | 1873 | 1882 | 1877 | 1871 | 1865 | 1872 | 1890 | 1915 | 1918 | 1907 | 1919 | 1959 | 1967 |